# 六氟环丁烯
六氟环丁烯是一种有机氟化合物，化学式为(CF2)2(CF)2。它是一种无色气体，也是包括方酸在内的各种化合物的前体。六氟环丁烯可以在两步内从三氟氯乙烯制备。将三氟氯乙烯热二聚会得到1,2-二氯-1,2,3,3,4,4-六氟环丁烷。将这个化合物脱氯可得六氟环丁烯：
C4F6Cl2  +  Zn -> C4F6  +  ZnCl2

## 安全
与全氟异丁烯类似，六氟环丁烯毒性颇高，LD为6000 mg/min/m−3（鼠）。